# 櫻庭一樹
櫻庭一樹（1971年7月26日—）是日本的女性作家。出道早期作品曾以美少女遊戲腳本和輕小說為主。2003年起，創作領域逐步轉移至一般文學小說，在2008年獲得直木獎之後宣佈不再寫輕小說，輕小說作家生涯至此畫上句號。目前正以直木獎作家的身份活躍。

## 經歷
櫻庭一樹出生於島根縣，出身於鳥取縣米子市。鳥取縣立米子東高等學校畢業。1993年就讀大學時，獲得DENiM作家新人獎而出道，出道後在《From A》等雜誌以自由作家身份寫作。1996年以山田櫻丸的名義擔任遊戲腳本，之後在1999年的第一回法米通大獎以櫻庭一樹的名義獲獎，獲獎作品為《夜空中滿天繁星》，後更名為《AD2015 隔離都市》，由法米通文庫出版。之後原創作品皆以櫻庭一樹的名義發表，而腳本則以山田櫻丸的名義參與。現在統一以櫻庭一樹的名義參與所有活動。
2003年起，以連載推理小說《GOSICK》系列獲得廣大讀者支持，由《糖果子彈 A Lollypop or A Bullet》一書受到文藝界廣泛注目，2005年在東京創元社推出第一本單行本小說《不適合少女的職業》，並被改編為日劇；2006年發表的三部曲式的大河小說《赤朽葉家的傳說》則獲得第60屆（2007年）日本推理作家協會獎，並入圍第137屆直木獎與第28屆吉川英治文學新人獎；2008年則以描述父女間不倫之戀的《我的男人》獲得第138屆直木獎。除此之外，櫻庭一樹還有《荒野》、《家族肖像》、《製鐵天使》等作品。除文學小說外，作者另有「櫻庭一樹讀書日記」系列出版。

## 作品列表

### 一般文學小說
- 《不適合少女的職業》（東京創元社2005年9月單行本，2007年12月文庫本，獨步文化2009年8月）
- 《藍天》（早川書房2005年10月7日文庫本）
- 《推定少女》（角川書店2008年10月文庫本）
- 《紅X粉紅》（角川書店2008年2月文庫本）
- 《少女七竈與七個可憐的大人》（角川書店2006年7月單行本，2009年3月文庫本）
- 《赤朽葉家的傳說》（東京創元社2006年12月單行本，獨步文化2008年5月，99读书人&人民文學出版社2013年1月）
- 《為青年設立的讀書俱樂部》（新潮社2007年6月單行本，麥田2010年4月）
- 《我的男人》（文藝春秋2007年10月單行本&2010年4月文庫本，青文出版社2009年7月，上海譯文出版社2010年3月）
- 《荒野》（文藝春秋2008年5月單行本，青文出版社2010年1月，99读书人&人民文學出版社2012年1月）
- 《家族肖像》（講談社2008年11月單行本）
- 《製鐵天使》（東京創元社2009年10月單行本）
- 《以道德為名的少年》（角川書店2010年4月單行本）
- 《伏－贋作・里見八犬伝－》（文藝春秋2010年11月單行本&2012年9月文庫本，台灣角川2011年8月）

### 輕小說
- 《糖果子彈 A Lollypop or A Bullet》（富士見Mystery文庫2004年11月，富士見書房2007年3月單行本，角川書店2009年2月文庫本，台灣角川2006年10月，译林出版社2024年）

（2004年1月日本 富士見書房›角川出版）
[「GOSICK」哥特蘿莉偵探事件簿］

### 遊戲腳本
以山田櫻丸的名義
- 夜行偵探EVE The Lost One  (1998年3月，C'S WARE製作)
- 美人魚的季節  (2001年3月，Gamevillage製作)

## 註解
1. ↑  「櫻庭一樹小說改編動畫電影製作中」（該篇報導內文提及此事）  （页面存档备份，存于） 2010-11-25
2. ↑  .   [2010-01-23]. （原始内容存档于2010-03-30） （日语）.

## 外部連結
- 櫻庭一樹推特 （页面存档备份，存于） （日語）
- 作家的讀書道 （页面存档备份，存于） （日語）

| 獎項                               | 獎項                                                             | 獎項                               |
| ---------------------------------- | ---------------------------------------------------------------- | ---------------------------------- |
| 上一届： 恩田陸 《尤金尼亞之謎》   | 日本推理作家協會獎（長篇及連作短篇集） 第60屆 《赤朽葉家的傳說》 | 下一届： 今野敏 《果斷 隠蔽捜査2》 |
| 上一届： 松井今朝子 《吉原手引草》 | 直木獎 138屆 《我的男人》                                        | 下一届： 井上荒野 《切羽》         |